# USS Texas (SSN-775)
Pour les autres navires du même nom, voir USS Texas.
L’USS Texas (SSN-775) est un sous-marin nucléaire d'attaque de classe Virginia de l’US Navy. Il fut mis en service en 2006.
Deuxième bâtiment de cette classe, il a couté 2,71 milliards de dollars américains, environ 24 % de plus que le prix initial de 2,19 milliards de dollars et sa livraison mi-2006 est intervenue avec un an de retard.
Sa devise est Don't Mess with Texas.